# انقطاع صوتي
يشير الانقطاع الصوتي بشكل عام إلى الانتقال بين التسجيلات الصوتية المختلفة للصوت البشري.على الرغم من ان الغناء يتم في الاغلب باستخدام التسجيل الشكلي. الا أنه من المهم ان يتمكن المزيد من المغنيين المحترفين من التنقل بسلاسة بين التسجيلات الصوتية المختلفة.يشير المغنيون المحترفون لهذا الانقطاع كالباسايجو. اويسمى الانقطاع الصوتي غير المقصود بالصدع الصوتي. قد يشير الانقطاع الصوتي أيضا إلى التعميق بصوت الذكر عند البلوغ والمعروف باسم تغير الصوت.